# Fanny Bouyagui
Fanny Bouyagui est une artiste plasticienne française d'origines belge et sénégalaise, née le 29 septembre 1960 à Roubaix. Elle a notamment réalisé des installations multimédias, des défilés de modes et des spectacles vivants,. Fanny était artiste complice de Mons 2015, Capitale européenne de la culture.

## Biographie
Née à Roubaix le 29 septembre 1960, Fanny Bouyagui effectue un passage aux Beaux Arts de Tourcoing après avoir obtenu un CAP de couture.
L’artiste crée l’association Art Point M en 1991 et s’installe alors dans un ancien entrepôt de tissus à Roubaix, lieu de vie et de travail. Art Point M réalise ses premiers pas dans le domaine du spectacle vivant en 1998 aux côtés de Didier Fusilier avec les Inattendus de Maubeuge. L’année suivante, la rencontre avec Didier Thibaut (directeur de La Rose des vents, Scène nationale de Villeneuve-d'Ascq) insuffle la création du spectacle multimédia Quelques Gens de Plus ou de Moins.
En 2001, Art Point M imagine I have a dream d’abord pour Le Lieu unique (Scène nationale de Nantes) avec l’aide de Jean Blaise, puis pour La Ferme du Buisson (Scène nationale de Marne-la-Vallée) avec José Manuel Gonçalves. En parallèle, l'artiste développe un travail plastique autour de la mode au travers de défilés spectacles ayant pour thème récurrent le corps de la femme et ses représentations.
Le début des années 2000 est marqué par la création du Laboratoire Factory, club électronique éphémère pensé pour Lille 2004, Capitale européenne de la culture. Le NAME festival naît dans la logique de ce projet avec le soutien du Conseil général du Nord et en partenariat avec les villes de Maubeuge, Dunkerque, Tourcoing et Lille.
En 2005, Fanny Bouyagui crée Violences Commerciales pour la vingt-cinquième heure du Festival d’Avignon avec Hortense Archambault et Vincent Baudriller. Sous la forme d’un spectacle multimédia mêlant DJ et VJ, l’artiste s’approprie le conte de Cendrillon et en propose une version moderne articulée autour de la violence des images et des modèles esthétiques imposés par la publicité.
L’artiste collabore avec Lille 3000 dès 2009 en présentant les chambres de l’Hôtel Europa. Ces chambres de la Gare Saint-Sauveur aux décors délirants sont louables à l’heure. L’expérience sera reconduite en 2010 et 2011. Par la suite, Fanny Bouyagui prend en charge la conception des maquillages, des coiffures et des accessoires de la Performance Fantôme de Jean-Charles de Castelbajac lors de la parade d’ouverture de la troisième saison de Lille 3000, Fantastic. Dans le cadre du Fantastic, Art Point M transforme l’ancien Tri postal de Fives en espace d’expression libre.
Sa dernière exposition, Soyez les bienvenus raconte l’histoire de son père, immigré sénégalais arrivé en France en 1957. Cette installation monumentale est le récit d’un voyage d’Agadez (Niger) vers l’Europe, sur la route des flux migratoires empruntés par des milliers de jeunes africains. Créée en 2010 à la Gare Saint-Sauveur de Lille, elle sera présentée en 2011 aux festivals de Chalon-sur-Saône et d’Anvers, en 2012 au 66e Festival d’Avignon et en 2014 aux Champs libres de Rennes.
Fanny Bouyagui est élevée au grade de Chevalier de la Légion d'honneur en septembre 2013.
L'artiste est artiste complice associée à Mons 2015, Capitale européenne de la culture. Après avoir participé à la fête d'ouverture le 24 janvier, Fanny inaugure du 28 janvier au 1er février le premier Ailleurs en Folie à la Maison Folies de Mons. Avec Sun City, elle rend hommage à Vincent van Gogh en imaginant un labyrinthe composé de 8 000 tournesols,. 35 000 personnes visitent l'installation monumentale qui occupe la Grand Place de Mons du 17 au 26 juillet,.
En janvier 2016, Fanny reprend sa série Peace Portraits dans la Jungle de Calais et expose une trentaine de portraits de migrants à la Maison Folie de Moulins (Lille).
En mai 2017, Fanny crée à la demande de Jean Blaise la parade d'ouverture d'Un Été Au Havre : l'artiste imagine un défilé XXL inspiré de l'architecture de la ville à l'aube de son 500e anniversaire. Les costumes sont réalisés par des lycéens havrais et plusieurs milliers de figurants prennent part à l'aventure.
En 2019, à la demande de Lille 3000, Fanny Bouyagui et son équipe prennent les commandes d'une grande partie de la direction artistique et technique de la Parade Eldorado. Ils investissent la ville de Lille le temps d'une soirée, le 4 mai, pour présenter leurs 4 chars "mexicains" sur ces différentes thématiques : Frida Kahlo, la Lucha libre, le Jour des morts et les Alebrijes. Ils sont accompagnés d'un dernier char pensé par le chorégraphe Sylvain Groud. Pour mener à bien leur projet l'équipe d'Art Point M coordonne 400 bénévoles. Cet événement marque l'inauguration d'une saison thématique autour de l'Eldorado avec des expositions, métamorphoses urbaines, spectacles, débats, ... et ce jusqu'à la fin de l'automne.
La même année Fanny Bouyagui crée le défilé-spectacle Foule Power, coproduit et accueilli par le festival Les Invites de Villeurbanne. Le défilé XXL entraîne avec lui près de 200 habitants et habitantes de Villeurbanne dans un spectacle autour de l'histoire de la mode et de la ville, créé à partir de vêtements et collections de récupération. Foule Power est adapté en mars 2020 au festival MASA d'Abidjan avec une centaine de participants principalement venus d'Abobo, l'une des communes d'Abidjan. Il trouve sa traduction roubaisienne en 2022 lors de la première édition d'URBX Festival, entraînant cette fois ci une centaine de figurants et figurantes dans un défilé sur une scène installée sur la Grand Place de Roubaix.
En 2022, Fanny Bouyagui collabore à nouveau avec lille 3000. Elle crée un char sur le thème d'Alice au Pays des Merveilles qui, accompagné de 200 figurants et figurantes, ouvre la parade d'ouverture de la saison Utopia. Elle met également en scène le Grand Bal d'Alice sur la Grand Place qui conclut la journée d'ouverture.
En 2023, Fanny Bouyagui est appelée par le festival Art Rock pour imaginer une parade urbaine à l'occasion des 40 ans du festival. Sur le même processus participatif de rencontres, de répétitions, d'ateliers géants de fabrication des accessoires et des costumes, elle emmène avec elle des centaines d'habitants et d'habitantes de Saint Brieuc dans une aventure artistique hors-norme.
En parallèle, Fanny Bouyagui installe un atelier de céramique. Sa première collection intitulée IA-TERRA est exposée au musée La Piscine, Roubaix d'Octobre 2023 à Janvier 2024. La même année, Fanny Bouyagui sera sélectionnée pour cette collection à la Biennale internationale de céramique contemporaine à Vallauris.
En 2025, nouvelle collaboration avec lille3000 pour la nouvelle parade d'ouverture FIESTA.

## Œuvre

### Installations
- IA-TERRA, collection de céramiques contemporaines (2023) - Musée la Piscine (Roubaix) IA-TERRA, Biennale internationale de céramiques contemporaines, Vallauris (2024)
- Peace Portrait (2008 - 2016) - NAME festival, galerie Sarah Guedj (Paris), Maison Folie Moulins (Lille)
- Soyez les bienvenus (2010 - 2014) - Gare Saint-Sauveur (Lille), festival Chalon dans la rue (Chalon-sur-Saône), festival Zomer Van Antwerpen (Anvers), Festival d'Avignon, Champs libres (Rennes)
- "P" (2008) - Tri Postal (Lille)
- Beautiful World (2007) - Tri Postal (Lille)
- No Comment (2006) - Tri Postal (Lille)
- I Have a Dream (2001 - 2002) - Lieu Unique (Nantes), festival des Escales improbables (Montréal), La Rose des vents (Scène nationale de Villeneuve-d'Ascq)
- Cent gens, cent toiles (1991) - Lille

### Spectacles multimédia
- Violences commerciales (2005 - 2007) - 25e heure du Festival d'Avignon, festival Temps d'images à la Ferme du Buisson (scène nationale de Marne-la-Vallée), la Condition Publique (Roubaix)
- Quelques gens de plus ou de moins (1999 - 2003) - La Rose des vents (scène nationale de Villeneuve-d'Ascq), festival Chalon dans la rue (Chalon-sur-Saône), fondation Gulbenkian (Lisbonne), Lieu Unique (scène nationale de Nantes), festival Zomer Van Antwerpen (Anvers), la Kaserne (Basel), festival Perspectives (Sarrebruck), théâtre Le Maillon[26] (Strasbourg), la Ferme du Buisson (scène nationale de Marne-la-Vallée), Centre Beaubourg (Paris) dans le cadre des Rendez-vous électroniques, Huis A/D Werf Festival (Utrecht), festival bis-ARTS (Charleroi), Le Channel (scène nationale de Calais)

### Commandes et collaborations
- 2025
  - Parade ouverture, lille3000 FIESTA
- 2024 
  - Festival Eurockéennes, conception de GLOW UP
- 2023
  - Festival Art Rock, parade à l'occasion des 40 ans du festival
  - Festival Eurockéennes, conception du show DRAGUE ME avec entre autres, Soa de Muse
- 2022
  - Parade d'ouverture, lille3000 UTOPIA
  - Reprise de FOULE POWER, festival Urbx, Roubaix
  - Festival Eurockéennes, Belfort, scénographies
- 2020
  - Reprise FOULE POWER, festival MASA, Abidjan
- 2019
  - Parade d'ouverture , commande lille3000
  - FOULE POWER défilé participatif et éthique, 100% recyclé, commande Festival Les Invites, Villeurbanne
- 2017
  - Magnifik Parade, commande Un Été Au Havre[27]
  - Golden Cubes, commande Un Été Au Havre[28]
- 2015
  - Le Plus Petit Club du Monde[29], commande de lille3000 dans le cadre de Renaissance
  - Sun City, labyrinthe de tournesols, commande de Mons 2015, Capitale européenne de la culture[5]

- 2012
  - Performance Fantôme avec Jean-Charles de Castelbajac à l'occasion de la parade d'ouverture de Fantastic[30]
  - Pop Up dans l'ancien tri postal de Fives (Lille), toujours dans le cadre de Lille 3000[31]
- Chambres de l'hôtel Europa à la Gare Saint-Sauveur (Lille), commande de Lille 3000 en 2009, 2010 et 2011
- 2010 : opération Nainportekoi à la Gare Saint-Sauveur (Lille)
- 2009 et 2006 : Midi Midi Berlin, Midi Midi Budapest, Midi Midi Istanbul, Midi Midi Bollywood dans le cadre de Lille 3000
- 2004 : Laboratoire Factory, commande de Lille 2004 (Capitale européenne de la culture)

### Défilés art et mode
- Comme un habit s'use avec le temps pour finir en lambeaux, notre corps vieillit de jour en jour seconde après seconde (2006) - Les Gobelins (Roubaix)
- Dans les jeux concours certaines choisissent le voyage mais la plupart prennent le combiné machine-à-laver sèche-linge[32] (2004) - Lille
- Beautiful World (2002) - La Piscine (musée) (Roubaix)
- Aller-Retour Anvers (2001) - Le Lieu Unique (Nantes)
- Detroit (2000) - Downtown Festival (New York), DEMF (Détroit), La Piscine (musée) (Roubaix)
- Prêt à Baiser (2000) - La Rose des vents (scène nationale de Villeneuve-d'Ascq), la Ferme du Buisson (scène nationale de Marne-la-Vallée)
- Ante Mortem (1999) - Le Divan du Monde (Paris)
- Full Power (1997) - Musée de la mode et du textile (Palais du Louvre - Paris), (Roubaix)
- No Happy End (1995) - Williamsburg Art and Historical Center (New York), Dumbo Art Center (New York), Downtown Music Festival (New York), la Flèche d'or (Paris)

### Direction artistique
- Braderie de l'Art (Roubaix) depuis 1991
- NAME festival depuis 2006

### Céramique
Fanny Bouyagui s'initie à la céramique début 2018 et crée son atelier au son lieu de vie et de travail, à Roubaix. Les premières pièces réalisées par l'artiste tapent dans l'œil du chef étoilé Éric Delerue qui lui commande une série pour l'ouverture de son nouveau restaurant gastronomique "Le Cerisier" en avril 2019. En décembre de la même année l'artiste prend part à une exposition collective organisée par Le Fil Rouge dans le cadre du World Design Street Festival.
En 2022 elle expose sa collection IA Terra au musée la Piscine de Roubaix. Cette collection est un dialogue entre la terre, la porcelaine et l'intelligence artificielle. La conversation entre l'artiste et le logiciel fait naître des personnages étranges, contorsionnés inspirés des divinités antiques.